# Cserépfalu
Cserépfalu ist eine ungarische Gemeinde im Kreis Mezőkövesd im Komitat Borsod-Abaúj-Zemplén.

## Geografische Lage
Cserépfalu liegt in Nordungarn am südlichen Rand des Bükk-Nationalparks, 26 Kilometer südwestlich des Komitatssitzes Miskolc, 15 Kilometer nördlich der Kreisstadt Mezőkövesd und 13 Kilometer nordöstlich der Stadt Eger. Die höchste Erhebung auf dem Gemeindegebiet ist der 678 Meter hohe Berg Móhalma. Nachbargemeinden sind Répáshuta, Kács, Cserépváralja, Bogács, Noszvaj und Bükkzsérc.

## Geschichte
Im Jahr 1913 gab es in der damaligen Großgemeinde 510 Häuser und 2108 Einwohner auf einer Fläche von 7157 Katastraljochen. Sie gehörte zu dieser Zeit zum Bezirk Mezőkövesd im Komitat Borsod.

## Gemeindepartnerschaften
- Klucze, Polen, seit 1996[2]
- Satu Nou, Rumänien, seit 2009[2]

## Sehenswürdigkeiten
- Römisch-katholische Kirche Szent József